# Probole
Probole is een geslacht van vlinders van de familie spanners (Geometridae), uit de onderfamilie Ennominae.

## Soorten
- P. alienaria Herrich-Schäffer, 1858
- P. amicaria Herrich-Schäffer, 1856
- P. nepiasaria Walker, 1860
- P. pullaria Dognin, 1890